# Jesper Asholt
Jesper Asholt (Silkeborg, 11 maggio 1960) è un attore danese, attivo sia al cinema sia in televisione.

## Filmografia parziale

### Cinema
- Café Hector, regia di Lotte Svendsen - cortometraggio (1996)
- Mifune - Dogma 3 (Mifunes sidste sang), regia di Søren Kragh-Jacobsen (1999)
- Nothing's all Bad (Smukke mennesker), regia di Mikkel Munch-Fals (2010)
- Fuglejagten, regia di Christian Dyekjær (2012)

### Televisione
- Seaside Hotel (Badehotellet) – serie TV, 4 episodi (2016-2017)

## Doppiatori italiani
- Pino Ammendola in Mifune - Dogma 3